# Sąd Okręgowy w Białymstoku
Sąd Okręgowy w Białymstoku – organ wymiaru sprawiedliwości z siedzibą przy ul. M. Skłodowskiej-Curie 1 w Białymstoku. Przynależy do jurysdykcji Sądu Apelacyjnego w Białymstoku.

## Status prawny
Sąd okręgowy jest państwową jednostką organizacyjną nieposiadającą osobowości prawnej. W polskim wymiarze sprawiedliwości jest zasadą, że w pierwszej instancji orzeka sąd rejonowy, natomiast sąd okręgowy orzeka jako sąd pierwszej instancji tylko w sprawach o zbrodnie i niektóre występki. Na wniosek sądu rejonowego sąd apelacyjny może przekazać sądowi okręgowemu do rozpoznania w I instancji sprawę o każde przestępstwo ze względu na szczególną wagę lub zawiłość tej sprawy.
Sąd Okręgowy w Białymstoku stanowi element władzy sądowniczej sprawującej wymiar sprawiedliwości na podstawie Konstytucji RP. Sposób organizacji Sądu reguluje ustawa o ustroju sądów powszechnych, a także akty wykonawcze. 
 Obejmuje obszar właściwości sądów rejonowych w: Białymstoku, Bielsku Podlaskim i Sokółce.

## Historia Sądu

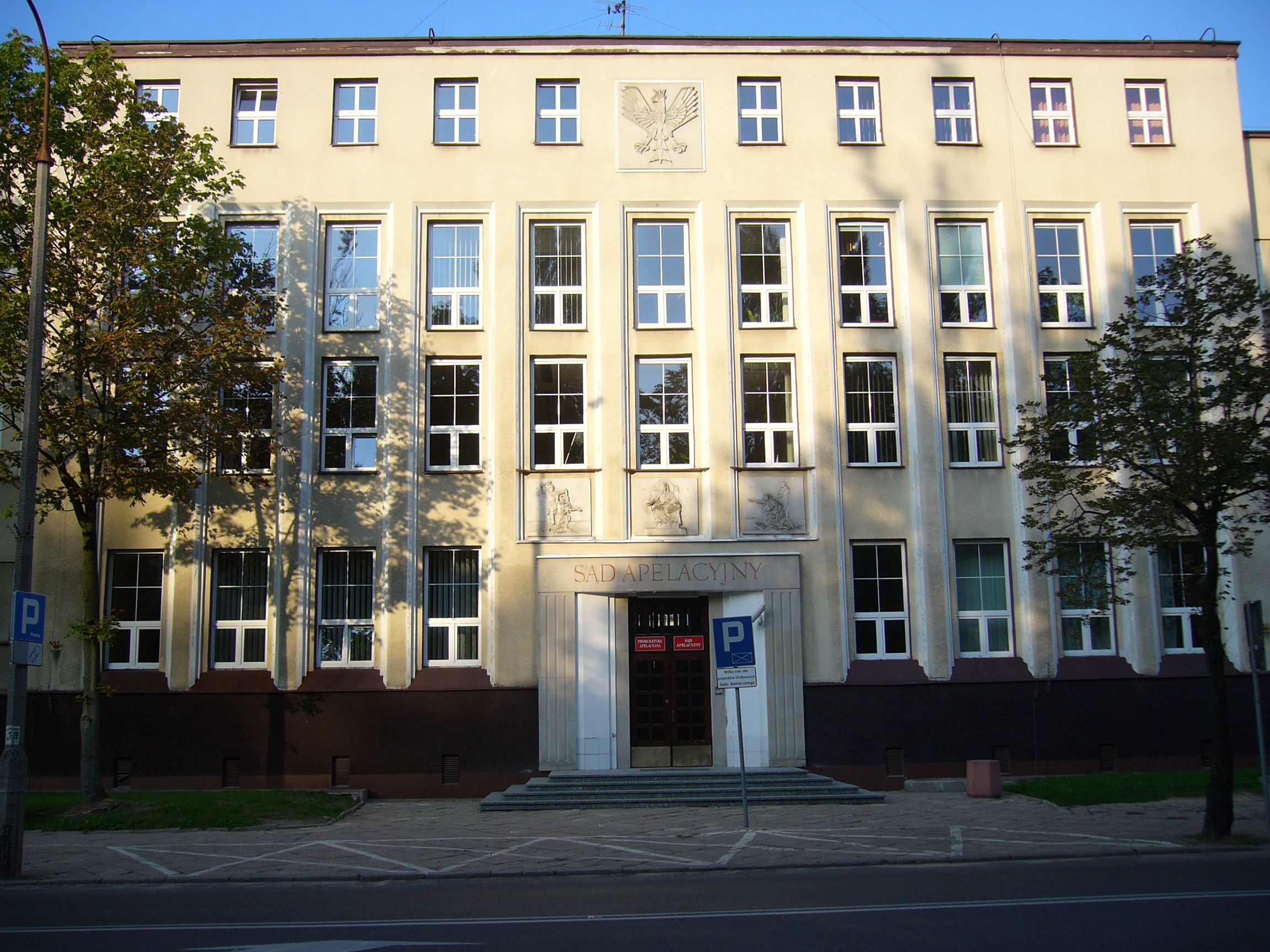
Budynek Sądu Apelacyjnego (aktualnie), a w okresie międzywojennym siedziba Sądu Okręgowego w Białymstoku

### Okres międzywojenny
Na początku II wojny światowej Białystok na mocy paktu Ribbentrop-Mołotow dostał się pod władzę Sowietów. Potem okupowali go Niemcy. Zaborcy dążyli do wyniszczenia inteligencji polskiej. Wśród ofiar byli także pracownicy przedwojennego Sądu Okręgowego. Ich pamięci jest poświęcona tablica wbudowana na holu na I piętrze w budynku Sądu Apelacyjnego w Białymstoku przy ul. A. Mickiewicza 5, gdzie przed wojną mieścił się sąd okręgowy. Kolatorami tablicy są pracownicy białostockiego sądownictwa, przy udziale członków rodzin pomordowanych. Tablica została odsłonięta 23 stycznia 1993 r. przez ministra sprawiedliwości Zbigniewa Dykę i Jadwigę Budlewską, córkę ostatniego prezesa Sądu Okręgowego w Białymstoku, Józefa Ostruszki, którego nazwisko otwiera listę ofiar pomordowanych.

### Aktualnie
Sąd Okręgowy w Białymstoku przy ul. M. Skłodowskiej-Curie 1 utworzony został 1 stycznia 1999 na mocy przepisów ustawy o zmianie ustawy – Prawo o ustroju sądów powszechnych oraz rozporządzenia ministra sprawiedliwości z dnia 30 grudnia 1998 r. w sprawie utworzenia sądów apelacyjnych, sądów okręgowych i sądów rejonowych oraz ustalenia ich siedzib i obszarów właściwości. Sąd Okręgowy w Białymstoku został przekształcony z działającego przedtem w tym miejscu Sądu Wojewódzkiego w Białymstoku.

## Struktury organizacyjne
Sądy okręgowe funkcjonują w strukturach sądów powszechnych, które rozstrzygają wszelkie sprawy z zakresu prawa karnego, cywilnego, rodzinnego i opiekuńczego oraz prawa pracy i ubezpieczeń społecznych, które nie są zastrzeżone dla innych sądów.
W Sądzie Okręgowym w Białymstoku utworzone zostały następujące wydziały:
- Wydział I Cywilny – do zakresu działania należy rozpoznawanie w I instancji spraw cywilnych i rodzinnych.
- Wydział II Cywilny Odwoławczy – do zakresu działania należy rozpoznawanie w II instancji spraw cywilnych oraz spraw z zakresu prawa rodzinnego i opiekuńczego, postępowania w stosunku do osób uzależnionych od alkoholu oraz postępowania w sprawach nieletnich.
- Wydział III Karny – wydział do spraw z zakresu prawa karnego w pierwszej instancji oraz rozpoznawania spraw z ustawy z dnia 23 lutego 1991 r. o uznanie na nieważne orzeczeń wydanych wobec osób represjonowanych za działalność na rzecz niepodległości bytu Państwa Polskiego.
- Wydział IV Penitencjarny – wydział penitencjarny i nadzoru nad wykonywaniem orzeczeń karnych – do spraw penitencjarnych i nadzoru nad sądowym postępowaniem wykonawczym w sprawach z zakresu prawa karnego.
- Wydział V Pracy i Ubezpieczeń Społecznych – do zakresu działania należy rozpoznawanie spraw z zakresu prawa pracy rozpoznawanych w I i II instancji oraz rozpoznawanie spraw z zakresu ubezpieczeń społecznych. Postępowanie w sprawach z zakresu ubezpieczeń społecznych i w sprawach odwołań rozpoznawanych przez sąd pracy i ubezpieczeń społecznych jest w zasadzie bezpłatne (art. 36 ustawy z dnia 28 lipca 2005 r. o kosztach sądowych w sprawach cywilnych).
Wyjątek stanowi sytuacja, gdy w procesie ZUS reprezentowany jest przez radcę prawnego. Zakład może wówczas wystąpić o zwrot kosztów zastępstwa procesowego. Strona przegrywająca proces, ponosi koszty.
- Wydział VII Gospodarczy – do zakresu działania należy rozpoznawanie w I i II instancji spraw gospodarczych.
- Wydział VIII Karny Odwoławczy – do zakresu działania należy rozpoznawanie w II instancji spraw z zakresu prawa karnego, spraw o wykroczenia i spraw przeciwko nieletnim o popełnienie czynu karalnego, jeżeli wobec nieletniego zastosowano środek poprawczy lub gdy środek odwoławczy zawiera wniosek o orzeczenie środka poprawczego.

## Obchody 100-lecia Sądu
Uroczystości 100-lecia Sądu Okręgowego w Białymstoku podzielone były na dwie części. Pierwsza z nich odbyła się 1 sierpnia 2019 r. – dokładnie w 100 – ną rocznicę utworzenia tej jednostki wymiaru sprawiedliwości w niepodległym Białymstoku. Składały się na nią uroczyste zebranie w sądzie oraz nabożeństwa w Soborze Prawosławnym św. Mikołaja i Katedrze pw. Wniebowzięcia Najświętszej Maryi Panny. Podczas wieczornej mszy św. w Katedrze przypominano wygłoszoną 100-lat temu na uroczystości otwarcia Sądu mowę ks. dziekana Chaleckiego o znaczeniu i zadaniach sądownictwa polskiego.
Druga część uroczystości rocznicowych odbyła się 11 października 2019 r. w sali kolumnowej Pałacu Branickich w miejscu, gdzie 2 października 1919 r. dokonano otwarcia sądu i zaprzysiężenia pierwszych jego sędziów. Pałac Branickich był pierwszą siedzibą Sądu Okręgowego w Białymstoku. W uroczystościach 100-lecia brali udział m.in. wojewoda białostocki, wiceprezydent miasta, przedstawiciel Ministra Sprawiedliwości, prezes WSA w Białymstoku, prezesi sądów powszechnych, dyrektorzy sądów, przedstawiciele profesji prawniczych – adwokatów, radców prawnych, komorników, przedstawiciele Uniwersytetu w Białymstoku, duchowni obu obrządków, sędziowie, asystenci, pracownicy sądu, a także rodziny przedwojennych prezesów i sędziów. Z okazji setnej rocznicy utworzenia Sądu Okręgowego w Białymstoku wydana została książka pt.: "Z dziejów Sądu Okręgowego w Białymstoku", a także reprinty historycznych dokumentów: aktu utworzenia Sądu z 12 lipca 1919 r. oraz dwóch artykułów z "Dziennika Białostockiego" z 3 i 5 sierpnia 1919 r. zawierających relacje z otwarcia instytucji. Uroczystość rozpoczęła się od hymnu państwowego. Następnie prezes Jolanta Korowin-Piotrowska wygłosiła uroczystą mowę o znaczeniu uroczystości. Składane były życzenia i gratulacje przybyłych gości. Pracownicy i asystenci Sądu Okręgowego w Białymstoku zostali odznaczeni medalami Ministra Sprawiedliwości. Uroczystość uświetniły występy chóru KWP w Białymstoku. W części wykładowej wyniki badań historycznych przedstawili historycy: prof. Piotr Fiedorczyk o początkach i funkcjonowaniu tego sądu w II Rzeczypospolitej, dr Kamil Niewiński wykładał o historii sądu w okresie 1944-1998 i mgr Wiesław Wróbel o gmachach będących siedzibami Sądu Okręgowego w Białymstoku w ciągu minionego stulecia. Obchodom towarzyszyło też wydanie dwóch artykułów o historii Sądu w "Kurierze Porannym".